# Five Nights at Freddy's VR: Help Wanted
Five Nights at Freddy's VR: Help Wanted（ファイブナイツアットフレディーズVR：Help Wanted）は、 Steel Wool Studiosが開発し、ライオンズゲート・ゲームから発売されたVRサバイバルホラーゲームであり、HTC Vive, Oculus Rift,PlayStation VR版が発売されている。
『Five Nights at Freddy's』シリーズ第9作である本作は、原作者であるスコット・カーソンが開発・販売に携わっていない初めての作品となる。

## システム
本作の主人公は、アニマトロニクスの修繕ためにピザレストランを訪れた技術者という設定である。
ゲームは一人称視点で進行し、プレイヤーはアニマトロニクスたちの襲撃を回避しながら、彼らを修理したり、パズルを解いたり、暗い道を進んでいく内容となっている 。
本作の舞台の多くは過去作にも登場した場所であり、舞台としてはfive nights at freddy's、five nights at freddy's 2、five nights at freddy's 3、five nights at freddy's 4、five nights at freddy's Sister locationの5作品がリメイクされて登場している。。
2019年12月17日のアップデートにて、非VRモードが追加された。

## 広報
2018年8月18日、スコット・カーソンはSteamのスレッドに、VR版『Five Nights at Freddy's』が制作中であるという内容の投稿をした。
2019年3月25日、ソニー・インタラクティブエンタテインメントは生放送"State of Play"のPS4向け新作紹介コーナーの中で、本作のトレーラーを公開した。

同時期に開かれたメディア向けのイベントの中では、第一作をVR仕様にした「FNAF1」、修理モード、脱出ゲーム風のモードの合計3種類のデモ版が出展された。

## 評価

### デモ版に対する評価
ファミ通のミル☆吉村はデモ版について、プレイヤー本人の移動が少ないシリーズの特徴がVRに合っており、シリーズ作品としても良い感じだと評価する一方で、吉村は「（修理モードは）“ビビってちゃんと指示を聞かずに間違った方法で作業してしまう”という罠が非常に重要なので、もし日本で本作が出るならちゃんとローカライズをお願いしたいところだ。」と要望を寄せた。